# Blanchefosse-et-Bay
Blanchefosse-et-Bay je francouzská obec v departementu Ardensko v regionu Grand Est. Žije zde 136 obyvatel.

## Poloha obce
Obec leží na severozápadě departementu Ardensko u hranic s departementem Aisne, tedy i u hranic regionu Grand Est s regionem Hauts-de-France.

### Sousední obce
| Růžice kompasu | Mont-Saint-Jean (Aisne)               | Rumigny             | Aouste   | Růžice kompasu |
| Růžice kompasu | Brunehamel (Aisne) Les Autels (Aisne) | Sever               | La Férée | Růžice kompasu |
| Růžice kompasu | Brunehamel (Aisne) Les Autels (Aisne) | Blanchefosse-et-Bay | La Férée | Růžice kompasu |
| Růžice kompasu | Brunehamel (Aisne) Les Autels (Aisne) | Jih                 | La Férée | Růžice kompasu |
| Růžice kompasu | Résigny (Aisne)                       | Le Fréty            |          | Růžice kompasu |